# Колібрі-шаблекрил довгохвостий
Колі́брі-шаблекри́л довгохвостий (Pampa excellens) — вид серпокрильцеподібних птахів родини колібрієвих (Trochilidae). Ендемік Мексики. Раніше вважалися конспецифічним з клинохвостим колібрі-шаблекрилом, однак був визнаний окремим видом

## Поширення і екологія
Довгохвості колібрі-шаблекрили живуть у вологих тропічних лісах в районі перешийку Теуантепек, зокрема в горах Сьєрра-де-лос-Тустлас, на висоті до 1000 м над рівнем моря. Живляться нектаром. Самці токують, приваблюючи самиць співом.